# Sisyrinchium jamesonii
Sisyrinchium jamesonii är en irisväxtart som beskrevs av John Gilbert Baker. Sisyrinchium jamesonii ingår i släktet gräsliljor, och familjen irisväxter. Inga underarter finns listade i Catalogue of Life.